# Al-Jabbar-Moschee

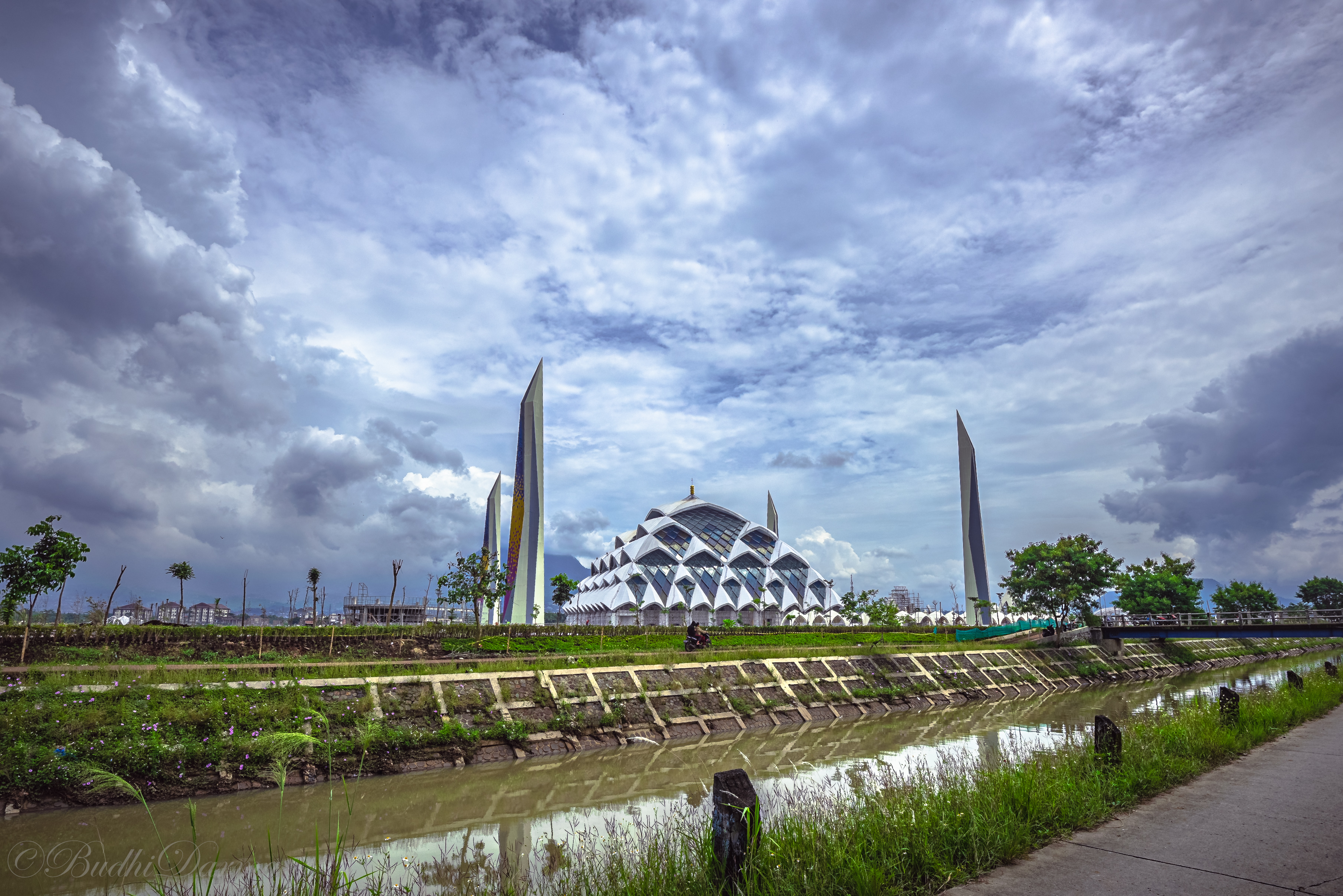
Al-Jabbar-Moschee

Die Al-Jabbar-Moschee ist eine Moschee in der indonesischen Stadt Bandung.
Die Moschee, die inmitten eines künstlich angelegten Sees liegt,  wurde im Jahr 2022 nach 5-jähriger Bauzeit durch den Gouverneur von Jawa Barat, Ridwan Kamil, eröffnet. Bei einer Fläche von 25 Hektar bietet sie im Innenraum Platz für 10.000 Menschen sowie für 20.000 Menschen im Außenbereich.